# Lucas Pellicer
Francisco José Lucas Pellicer Camacho (Lima, 1788 - 13 de mayo de 1862) fue un clérigo y político peruano. Fue presidente del Congreso General Constituyente, en noviembre de 1839 y en julio de 1840.

## Biografía
Hijo de Tomás Pellicer y María Camacho. Estudió en el Seminario Conciliar de Santo Toribio y fue ordenado presbítero. Estudió también en el Real Convictorio de San Carlos regido entonces por Toribio Rodríguez de Mendoza, y se graduó de bachiller en Leyes y doctor en Leyes y Cánones en la Universidad Mayor de San Marcos.
En 1815 empezó a ejercer como catedrático de Digesto Viejo, pero su  ideología cercana a la Ilustración hizo que las autoridades virreinales suscitaran su separación del claustro universitario en 1817. Decidió entonces a consagrarse a su ministerio y en 1820 se le concedió el curato de Ninacaca, pero no llegó a tomar posesión debido al arribo del Ejército Libertador. Plenamente identificado con la causa libertadora, se contó entre los patriotas peruanos que entablaron comunicación con los agentes de José de San Martín y se prestó a trasladar las medicinas que necesitaban las tropas libertadoras acantonadas en Huaura, víctimas del paludismo y la disentería.
Proclamada la independencia del Perú, fue transferido al curato de Santa María, en Huánuco, pasando luego a Huaraz. Estando en Lima, aprobó la protesta del pueblo reunido en cabildo abierto contra el gobierno del presidente José de la Riva Agüero, el 5 de agosto de 1823. A solicitud de Bolívar redactó un Bosquejo sobre el carácter y conducta de D. José de la Riva Agüero, recibiendo sesenta pesos de la Tesorería para solventar su impresión. Su cercanía con la dictadura bolivariana le permitió trabajar como redactor de la Gaceta del Gobierno con un sueldo de cien pesos mensuales. En agosto de 1825 fue designado cura de Yanahuanca, pero no tomó posesión de su curato y continuó su labor periodística. Fue premiado con la medalla con el busto de Bolívar, en mérito a su colaboración por la causa independentista (10 de octubre de 1825).
Fue diputado de la República del Perú por la provincia limeña de Chancay y también representó a la provincia del Santa en 1829, 1831 y 1832 durante el primer gobierno del Mariscal Agustín Gamarra En 1830 fue nombrado párroco de la doctrina de San Jerónimo de Ica, aunque continuó asistiendo a las legislaturas, hasta 1833. Durante la Confederación Perú-Boliviana, aconsejó al general Luis José de Orbegoso, presidente del Estado Nor-Peruano, que se sumara a la Segunda Expedición Restauradora peruana-chilena. Pero cuando el protector Andrés de Santa Cruz volvió a ocupar Lima en noviembre de 1838, fue conminado a regresar a su doctrina.
Tras la caída de la Confederación, fue elegido diputado por Lima ante el Congreso General de Huancayo, del que fue presidente en noviembre de 1839. Y en julio del año siguiente, cuando el Congreso sesionó por última vez en Lima, ejerció nuevamente su presidencia.
En 1840 integró el Consejo de Estado, en calidad de suplente y luego fue destinado al Tribunal de los Siete Jueces. En 1845 fue consagrado como deán del Cabildo Metropolitano. Era ya vicario capitular del arzobispado de Lima, cuando se encargó de la administración de dicha arquidiócesis, al ocurrir el fallecimiento del arzobispo José Manuel Pasquel en 1857, hasta la ascensión del nuevo arzobispo, José Sebastián de Goyeneche y Barreda.